# الک بارتلت
الک بارتلت (انگلیسی: Alec Bartlett؛ زادهٔ ۲۷ آوریل ۱۹۹۳) بازیکن فوتبال اهل ایالات متحده آمریکا است.